# Эд-Дамер
Эд-Дамер (араб. الدامر‎, англ. Al-Damar) — город в Судане, административный центр провинции Нил.

## Географическое положение
Центр города располагается на высоте 367 метров над уровнем моря. Город находится на правом берегу Нила, примерно в 10 км к югу от города Атбара и в 250 км к северо-востоку от Хартума.

## Демография
Население города по годам:
| 1973   | 1983   | 1993   | 2012    |
| ------ | ------ | ------ | ------- |
| 17 086 | 25 345 | 50 995 | 122 944 |

## Транспорт
Ближайший аэропорт находится в городе Атбара.

## Экономика
Жители города заняты в сфере сельского хозяйства: в пригороде выращиваются томаты и манго.